# Octave Morillot
Pour les articles homonymes, voir Morillot.
Joseph Ange Léon Octave Morillot, né le 28 décembre 1878 au château de Bussemont à Saint-Lumier-la-Populeuse, mort le 27 avril 1931 à Raiatea, est un peintre français.

## Biographie
Fils du député Léon Morillot, il devient officier de marine, est affecté en 1901 à la station du Pacifique sur la Durance et y devient l'ami de Victor Segalen et de Claude Farrère. Remarquant son habileté au dessin, Segalen et Farrère le poussent à se mettre à la peinture.
S'occupant bien peu de son métier, demandant congés sur congés, il finit par démissionner en 1906 et s’installe à Taha'a dans les îles Sous-le-Vent. Vivant dans la misère et se droguant, il n'arrête pas pour autant de peindre. L'héritage de la mort de son père lui permet alors d'acquérir une plantation à Tahaa.
Il vit ensuite à Raiatea où il partage sa vie entre chasse, peinture et vahiné. En 1914, il se réengage pour participer à la défense de Tahiti contre les Allemands et y joue un rôle actif.
En février-mars 1922, la galerie Barbazanges (Paris) organise une rétrospective.
Il meurt à Raiatea des suites de l'abus d'opium.

## Œuvres

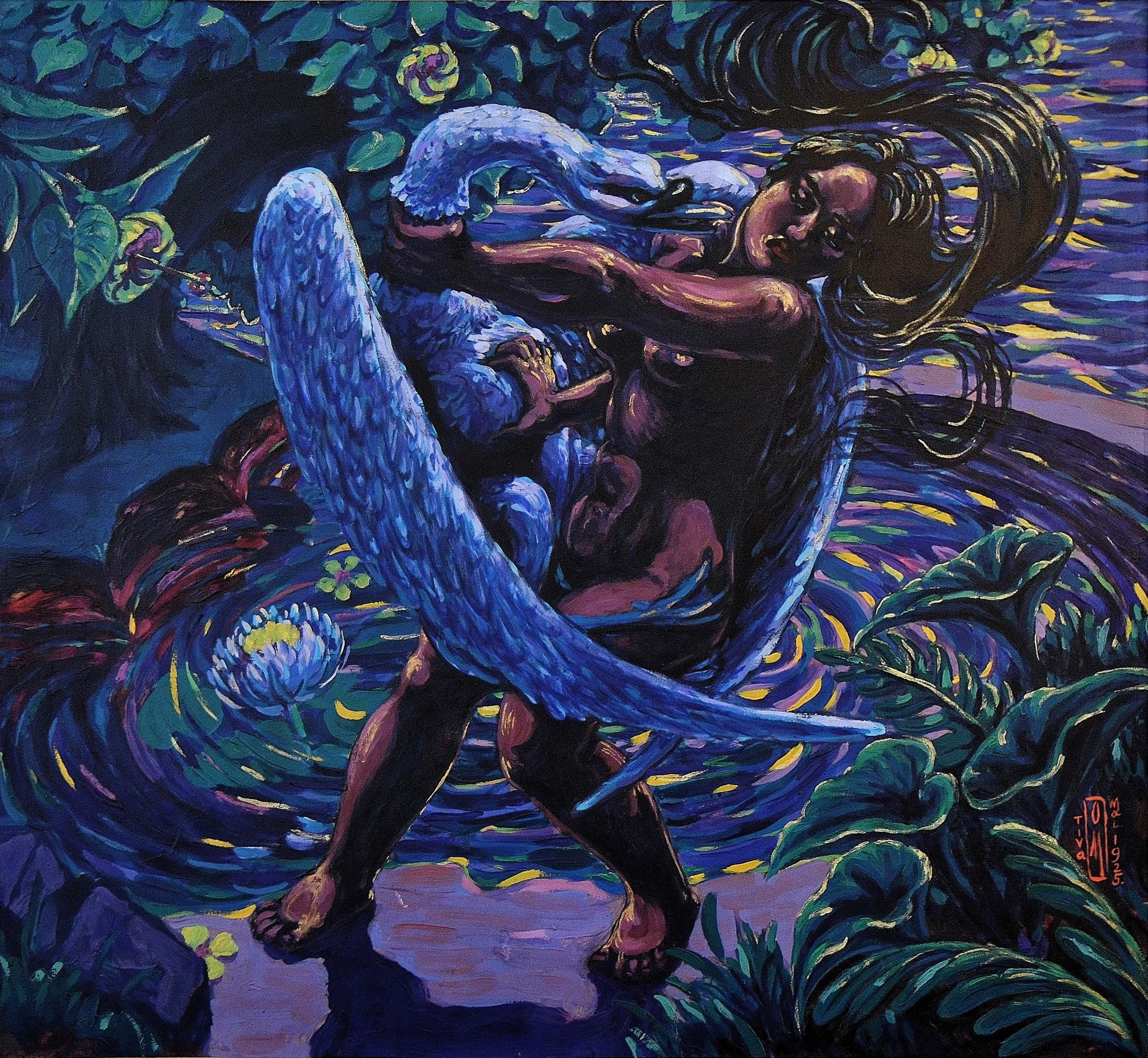
Léda et le cygne, huile sur toile, mai 1925, musée des Beaux-Arts de Chartres.

Totalement autodidacte mais influencé par les couleurs de Gauguin, on lui doit de nombreux paysages exotiques stylisés et des vahinés sensuelles. En 1922 et 1928, deux expositions de ses œuvres à Paris n'obtiennent pas le succès attendu malgré l'appui de ses amis Farrère et Pierre Benoit.

### Œuvres dans les collections publiques
- Chartres
  - Musée des Beaux-Arts : Léda et le cygne, huile sur toile, mai 1925, collection du gouverneur Louis Joseph Bouge, legs Emma bouge, 1970.

- Paris
  - Musée du Luxembourg ;
  - Musée de l'Histoire de l'immigration ;
  - Musée d'Orsay[3].

## Distinction
- Chevalier de la Légion d'honneur (1929)[4]